# 天主教巴拉那瓜教区
天主教巴拉那瓜教區（拉丁語：Dioecesis Paranaguensis），是巴西一個天主教教區，位於巴拉那州東南部，屬庫里蒂巴總教區。
教區成立於1962年7月21日，2004年有教友263,830人，佔總人口68.3%。有十四個堂區、司鐸廿四人。現任教區主教為若望·阿維斯·桑托斯。